# Aër
Der Aër ist ein Fluss in Frankreich, der im Département Morbihan in der Region Bretagne verläuft. Er entspringt zunächst unter dem Namen Ruisseau de Gohello beim Weiler Vilérit, im Gemeindegebiet von Ploërdut, entwässert generell in südwestlicher Richtung und mündet nach rund 28 Kilometern an der Gemeindegrenze von Meslan und Priziac als linker Nebenfluss in den Ellé.

## Orte am Fluss
- Saint-Tugdual
- Priziac